# Lardy cake

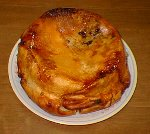
Ein lardy cake.

Lardy cake (deutsch etwa: Speck- oder Schmalzkuchen) ist ein traditionelles englisches Gebäck aus Brotteig, der mit Schmalz, Zucker sowie meist auch mit Gewürzen und Trockenfrüchten verfeinert wird. Der Teig wird vor dem Backen mehrmals ausgerollt und gefaltet, was ihm eine Schichtstruktur verleiht. Lardy Cake war ursprünglich ein Festtagsgebäck, das nur zur Erntezeit oder für Familienfeste gebacken wurde.
Die britische Kochbuchautorin Elizabeth David merkte 1977 an, dass man erst, als Zucker billig wurde und sich somit die Vorliebe der Engländer für Süßes ausprägte, reichhaltige Brote oder Kuchen herstellte. Vom Teig, der für das wöchentlich gebackene Brot vorbereitet wurde, stellte man gehaltvollere Produkte wie den „Lardy Cake“ her, die alternativ auch „scrap cakes“ (deutsch etwa: Fetzen- oder Stückchenkuchen) oder auch „flead cakes“ genannt werden, weil „flead“ (Flomen) für den Brotteig verwendet wurde, eine feine Schmalzart, die aus dem Fett gewonnen wird, das von den inneren Organen eines Schlachtschweins abgekratzt wird.